# Stiphra brevirostris
Stiphra brevirostris är en insektsart som beskrevs av Bruner, L. 1913. Stiphra brevirostris ingår i släktet Stiphra och familjen Proscopiidae. Inga underarter finns listade i Catalogue of Life.